# 태평양잠꾸러기상어
태평양잠꾸러기상어(학명: Somniosus pacificus 솜니오수스 파키피쿠스[*])는 잠꾸러기상어과에 속하는 상어의 한 종이다. 북태평양과 북극해의 대륙붕과 대륙사면 지대, 북위 70도에서 북위 22도 사이 지역의 수심 0 - 2000 미터 사이에 서식한다.잿빗잠꾸러기상어라고도 불린다. 그보다 남쪽에서 발견되었다는 보고들은 잠꾸러기상어속의 다른 종을 오동정한 것으로 추측된다. 현재까지 발견된 최대 신장은 4.4 미터이나 7 미터도 넘게 자랄 수 있을 것이라 생각된다.

## 같이 보기
- 그린란드상어